# Creuzburg
Creuzburg là một thị xã bên sông Werra ở huyện Wartburg trong bang Thuringia, Đức.
Các đô thị phụ cận gồm Treffurt, Mihla, Krauthausen và Eisenach.

## Cư dân nổi bật
- Ludwig IV of Thuringia (1200-1227)
- St. Elisabeth of Hungary (1207-1231)
- Michael Praetorius (1571-1621)